# 関西都市居住サービス
株式会社KUL（ケーユーエル）は、大阪市中央区本町に本社を置く日本の企業である。都市再生機構（UR）のグループ企業、株式会社新都市ライフホールディングスの子会社。

## 概要
関西地方を中心に居住環境整備事業や市街地再開発事業を手がける。エコール（英: ECOLL）のブランドでショッピングセンターを運営するほか、マンションの運営管理なども手がける。 1982年（昭和57年）9月20日設立の関西新都市センター開発株式会社と1985年（昭和60年）11月設立の関西都市再開発株式会社が2000年（平成12年）に合併して設立された。

### 主な運営施設
- エコール・ロゼ - 大阪府富田林市に所在。詳細は後述。
- エコール・リラ - 兵庫県神戸市北区に所在。詳細はエコール・リラ ショッピングセンターの項目を参照。
- エコール・高見プラザ - 大阪府大阪市此花区に所在。詳細は後述。
- エコール・マミ - 奈良県北葛城郡広陵町と香芝市の境界に所在。詳細は後述。
- エコール・なじお - 兵庫県西宮市に所在。詳細は後述。
- エコール・いずみ - 大阪府和泉市に所在。詳細は後述。

### かつて手がけていた施設
- エコール・マリン - 2008年（平成20年）3月に神戸新聞社に譲渡（現在のカルメニ）。
- カルチェヌーボ - 2014年（平成26年）9月をもって民間企業に売却した[4]。

## 沿革
- 1982年（昭和57年）9月20日 - 関西新都市センター開発株式会社が設立される。
- 1985年（昭和60年）11月 - 関西都市再開発株式会社が設立される。
- 1989年（平成元年）11月25日 - エコール・ロゼを開業させる[5]。
- 1992年（平成4年）4月2日 - エコール・リラを開業させる[6]。
- 1994年（平成6年）11月23日 - Lエコール・高見プラザを開業させる[5]。
- 1995年（平成7年）11月1日 - エコール・マミを開業させる[7]。
- 1997年（平成9年）11月 - エコール・なじおを開業させる[6]。
- 1998年（平成10年）3月13日 - エコール・いずみを開業させる。
- 2000年（平成12年）4月 - 関西新都市センター開発株式会社と関西都市再開発株式会社が合併し、株式会社関西都市居住サービス（Kansai Urban Living Service Corp.）となる。
- 2024年（令和6年）11月2日 - 社名を従前の英文社名の略称である「株式会社KUL」に変更[8]。

## エコール・ロゼ
エコール・ロゼ（英: ECOLL ROSE）は大阪府富田林市に所在するショッピングセンターである。

### 概要
富田林市の西部、金剛東ニュータウンに立地している。
1989年（平成元年）11月25日に開業した。2010年（平成22年）4月に南館が開業し、2011年（平成23年）3月1日に核店舗のジャスコがイオンに転換した。
2022年（令和4年）3月18日にリニューアルオープンした。同年12月2日に核店舗のイオンがイオンスタイルに転換した。
なお、富田林市の西隣の大阪狭山市の金剛駅前にはイオン金剛店（旧ダイエー金剛店）が営業していたが、2022年（令和4年）11月30日に閉店し、イオンスタイル金剛東が代替店舗を担っていた。同店舗の跡地にはそよら金剛（核店舗はイオンスタイル金剛）が2024年（令和6年）6月28日に開業している。

### 主なテナント
- イオンスタイル金剛東
- マツモトキヨシ[9]
- ジュピターコーヒー[9]
- ダイソー
- ABCマート

### フロア構成
| 階   | 専門店街                                         | イオンスタイル金剛東                 |
| ---- | ------------------------------------------------ | ------------------------------------ |
| 屋上 | 屋上駐車場                                       | 屋上駐車場                           |
| 4階  | ゲームセンター・フィットネス・飲食店・駐車場など | キッズ・肌着                         |
| 3階  | 書店など                                         | 暮らしの品・スポーツ用品・紳士服・靴 |
| 2階  | ファッション・雑貨など                           | 日用品・化粧品・薬・婦人服           |
| 1階  | 食料品                                           | 食料品・薬局                         |

当施設は本館と南館から成る。本館にはイオンスタイルやマツモトキヨシなどが、南館にはダイソーやABCマートなどが入居する。
南館の南には560台収容の平面駐車場が広がっている。

## エコール・高見プラザ
エコール・高見プラザ（エコール・たかみプラザ）は大阪府大阪市此花区にあるショッピングセンターである。通称は高見プラザ。

### 概要
高層住宅が多数立地する高見フローラルタウンに立地している。
1994年（平成6年）11月23日に開業し、2019年11月にリニューアルを行った。
核店舗はイオン高見店（旧・ジャスコ高見店）である。イオン高見店は衣料品や寝具、玩具などを取り扱わず、1階にて食品と薬局・化粧品のみを取り扱う。2階・3階にはイオンの売場はなく、全て専門店となっている。
エコール・高見プラザとしての公式サイトは開設しておらず、営業時間や専門店、アクセス等の情報はイオン高見店のサイトに掲載されている。

### 主なテナント
- イオン高見店（1階）
- 西松屋（2階）
- パーティハウス（2階）
- キャンドゥ（3階）

### フロア構成
| 階   | フロア概要           |
| ---- | -------------------- |
| 屋上 | 屋上駐車場           |
| 5階  | 屋内駐車場           |
| 4階  | 屋内駐車場           |
| 3階  | 専門店               |
| 2階  | 専門店               |
| 1階  | イオン高見店食品売場 |

## エコール・マミ

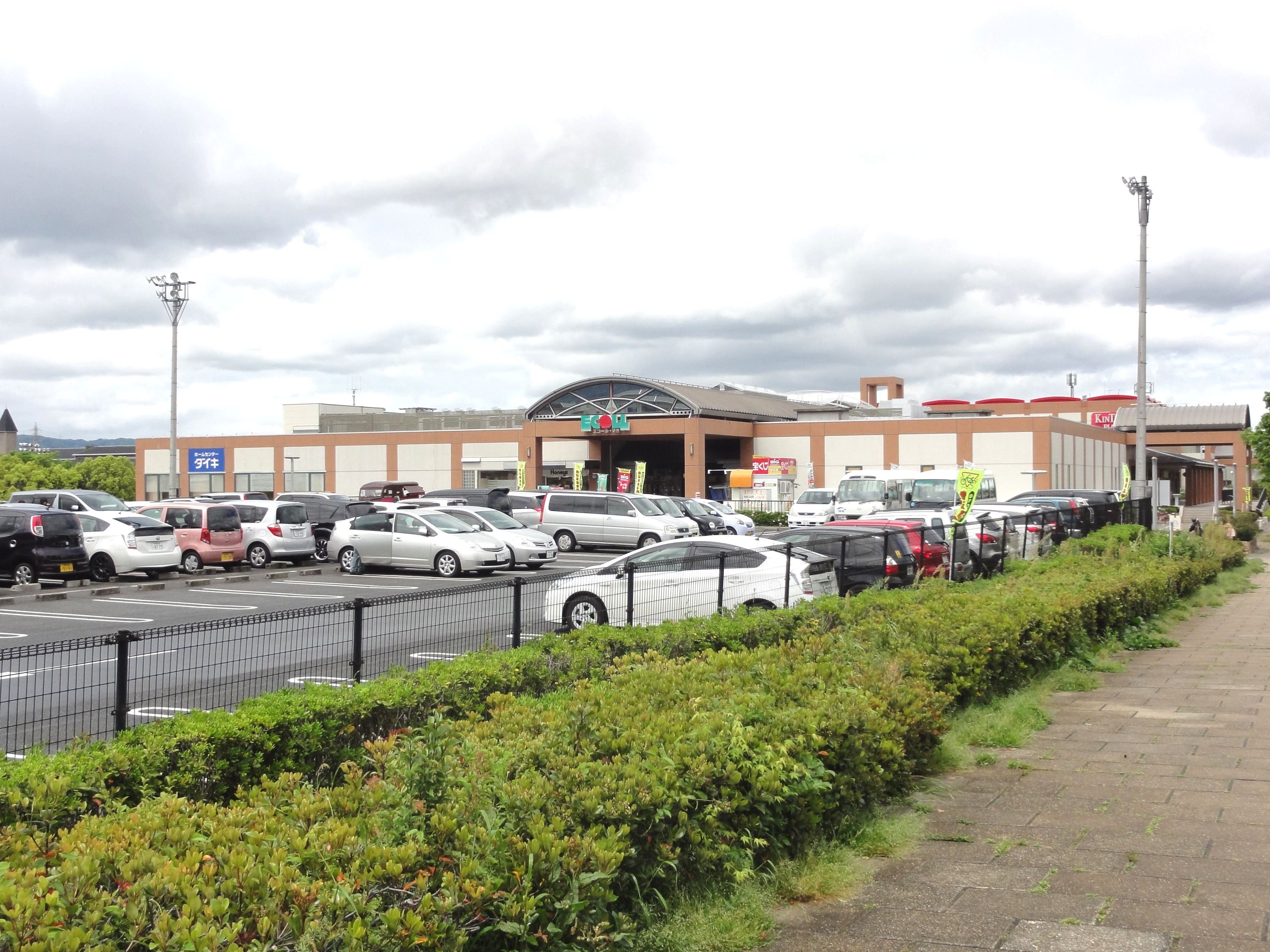
南館

エコール・マミ（英: ECOLL MAMI）は奈良県北葛城郡広陵町と香芝市にまたがって立地しているショッピングセンターである。略称はエコマミ。なお、施設名の「マミ」は当施設が所在する真美ヶ丘ニュータウンに由来する。

### 概要
1995年（平成7年）11月1日に開業した。2015年（平成27年）3月にリニューアルを行い、30歳 - 40歳の女性をターゲットとする店舗を入居させたほか、白と木目を基調とした内装に変更した。また、かつてじゃんぼスクエア香芝内に出店していたエディオン香芝店が2015年（平成27年）7月18日に新南館に移転し、エディオンエコール・マミ店として開業した。
当施設は北葛城郡広陵町と香芝市にまたがって立地している。奈良県内において、市町村境をまたぐ商業施設としては他にも奈良市と京都府木津川市にまたがるイオンモール高の原や、奈良市と生駒市にまたがるイオンモール奈良登美ヶ丘がある。

### 主なテナント
- 近鉄プラザ[18]
  - 近商ストア（北館1階）
  - パレット（総合衣料品、北館2階）
- 近鉄ケーブルネットワーク[20]（北館1階）
- DCM（旧・オージョイフル→ダイキ[21]、南館2階）
- マツモトキヨシ（南館2階）
- ダイソー（南館2階）
- エディオン（新南館2階）

#### かつて存在したテナント
- モスバーガー - 開業当初から入居していた[18]。

### フロア構成
| 平面駐車場  | 南館           | 南館       |        | 北館                   | 立体駐車場  |
| ----------- | -------------- | ---------- | ------ | ---------------------- | ----------- |
|             |                |            |        |                        | 屋上 駐車場 |
| 屋上 駐車場 | 4階 駐車場     |            |        |                        |             |
| 平面駐車場  | 2階 エディオン | 2階 専門店 | 連絡橋 | 2階 近鉄プラザ・専門店 | 3階 駐車場  |
| 平面駐車場  | 2階 エディオン | 2階 専門店 | 連絡橋 | 2階 近鉄プラザ・専門店 | 2階 駐車場  |
|             | ピロティ駐車場 | 1階 DCM    | 道路   | 1階 近鉄プラザ・専門店 | 1階 駐車場  |

当施設は北館と南館から構成されており、共に2階建て。北館は北葛城郡広陵町に、南館は香芝市に立地しており、北館と南館をつなぐ連絡通路上に市町村境がある。北館には近鉄プラザや衣料品・服飾雑貨の店舗が入居する。また、南館にはクリニックや飲食店、ダイソーのほか、エディオンやDCMなどの大型店も入居する。

## エコール・なじお
エコール・なじお（英: ECOLL NAJIO）は兵庫県西宮市名塩新町に所在する複合商業施設である。

### 概要
西宮市の北部、西宮名塩駅前に立地しており、駅との間にはペデストリアンデッキが架かっている。
核店舗は阪急オアシスで、2階のほぼ全面を占める。
4階・5階には学習塾やクリニックなどが入居している。

### 主なテナント
- 阪急オアシス（2階）
- コクミンドラッグ（3階）
- キャンドゥ（3階）

### かつて存在したテナント
- マクドナルド（4階） - 2024年（令和6年）6月23日をもって閉店[29]。

### フロア構成
| 本館                                    |            | 立体駐車場 |
| --------------------------------------- | ---------- | ---------- |
|                                         |            | 屋上駐車場 |
| 5階 学習塾・クリニック                  | 6階 駐車場 |            |
| 4階 美容室・金融機関など                | 5階 駐車場 |            |
| 3階 コクミンドラッグ・キャンドゥなど    | 4階 駐車場 |            |
| 2階 阪急オアシス （スーパーマーケット） | 連絡通路   | 3階 駐車場 |
| 1階 駐車場                              |            | 2階 駐車場 |
|                                         | 1階 駐車場 |            |

## エコール・いずみ
エコール・いずみ（英: ECOLL IZUMI）は大阪府和泉市いぶき野に所在する複合商業施設である。

### 概要
ニュータウン「トリヴェール和泉」内、和泉中央駅前に立地している。駅からペデストリアンデッキで繋がっている。建物が本館・東館・北館に分かれていることが特徴である。

1995年（平成7年）4月に北館が、1998年（平成10年）3月13日に本館が開業した。2009（平成21年）11月に東館が開業した。

### 主なテナント
- イズミヤ（本館1階・2階）
- ココカラファイン（本館1階）
- ニトリ（東館2階）
- セリア（東館2階）

### フロア構成
本館・アムゼモール・東館
| 階   | 本館                                                   | アムゼモール               | 東館                   |
| ---- | ------------------------------------------------------ | -------------------------- | ---------------------- |
| 屋上 | 屋上駐車場                                             |                            |                        |
| 5階  | 駐車場                                                 |                            |                        |
| 4階  | 駐車場                                                 |                            |                        |
| 3階  | 書店・ゲームセンターなど                               | 学習塾・スポーツクラブなど |                        |
| 2階  | イズミヤ（衣料品・日用品）・ファッション・服飾雑貨など | サービス業・飲食店など     | ニトリ・セリアなど     |
| 1階  | イズミヤ（食料品）・ドラッグストアなど                 | サービス業                 | サービス業・飲食店など |

北館
| 階  | 北館                                            |
| --- | ----------------------------------------------- |
| 3階 | クリニック・学習塾                              |
| 2階 | クリニック・学習塾・郵便局 アムゼモール連絡通路 |
| 1階 | クリニック・カルチャー                          |

立体駐車場
| 階   | 立体駐車場                       |
| ---- | -------------------------------- |
| 屋上 | 屋上駐車場                       |
| 5階  | 立体駐車場                       |
| 4階  | 立体駐車場                       |
| 3階  | 立体駐車場・アムゼモール連絡通路 |
| 2階  | 立体駐車場                       |
| 1階  | 立体駐車場・アムゼモール連絡通路 |